# Hůrka (métro de Prague)
Hůrka est une station de métro à Prague, en Tchéquie. Située sur la ligne B du métro de Prague entre Lužiny et Nové Butovice, elle est ouverte depuis le 11 novembre 1994.